# Jigsaw (ER)
Jigsaw is de zevende aflevering van het dertiende seizoen van de televisieserie ER, die voor het eerst werd uitgezonden op 9 november 2006.

## Verhaal
Dr. Morris en Taggart krijgen een man onder behandeling met wat op het eerste oog lijkt op een griep. Als later blijkt dat er te veel bloed rond zijn hart zit wil dr. Morris met een spuit het bloed aftappen. Eerst stemt de patiënt in met de behandeling maar later weigert hij ineens agressief, deze stemmingswisseling verontrust dr. Morris. Hij denkt dat de patiënt lijdt aan MPS, hij krijgt hierin echter weinig steun van zijn collega's. Later blijkt dat dr. Morris toch gelijk heeft en beloofd de patiënt te helpen met zijn ziekte. 
Dr. Lockhart en dr. Kovac zijn druk bezig met het zoeken naar een kinderjuffrouw, zij kunnen echter niet tot een gezamenlijk besluit komen over de kandidaten. Ondertussen ontmoet dr. Lockhart Curtis Ames, zij weet echter niet dat hij degene is die haar man heeft aangeklaagd, en heeft een gezellige middag met hem in het park. 
Dr. Pratt ontdekt dat een lokale kerk illegaal medicijnen uitdeelt aan haar leden zonder tussenkomst van een dokter. 
Dr. Weaver krijgt een verleidelijk aanbod van filmregisseuse Brown, zij wil dat dr. Weaver een programma gaat presenteren over de gezondheidszorg. Dr. Weaver is vereerd maar slaat toch het aanbod vriendelijk af, dit tot afgrijzen van dr. Morris. 

## Rolverdeling

### Hoofdrollen
- Goran Višnjić - Dr. Luka Kovac
- Maura Tierney - Dr. Abby Lockhart
- Mekhi Phifer - Dr. Gregory Pratt
- Parminder Nagra - Dr. Neela Rasgrota
- John Stamos - Dr. Tony Gates
- Shane West - Dr. Ray Barnett
- Scott Grimes - Dr. Archie Morris
- Laura Innes - Dr. Kerry Weaver
- Leland Orser - Dr. Lucien Dubenko
- J.P. Manoux - Dr. Dustin Crenshaw
- Linda Cardellini - verpleegster Samantha Taggart
- Laura Cerón - verpleegster Chuny Marquez
- Deezer D - verpleger Malik McGrath
- Angel Laketa Moore - verpleegster Dawn Archer
- Montae Russell - ambulancemedewerker Dwight Zadro
- Michelle Bonilla - ambulancemedewerker Christine Harms
- Louie Liberti - ambulancemedewerker Bardelli
- Busy Philipps - Hope Bobeck
- Charlayne Woodard - Angela Gilliam
- Troy Evans - Frank Martin
- Malaya Rivera Drew - Katey Alvaro

### Gastrollen (selectie)
- Forest Whitaker - Curtis Ames
- Michelle Hurd - Courtney Brown
- Keith David - pastoor Watkins
- Shawn Hatosy - Willis Peyton
- Giovanni Lopes - Oscar Batista
- Rafael J. Noble - Smitty
- Brendan Patrick Connor - Reidy